# 天野洋一
天野 洋一（1981年6月22日—），日本漫畫家。岡山縣岡山市出身。

## 作品

### 連載
- OVER TIME 幽靈神投（日语：OVER TIME）（『週刊少年Jump』2006年33号 - 52号、全3卷）東立出版社代理
- AKABOSHI－異聞水滸傳－（『週刊少年Jump』2009年25号 - 49号、全3卷）東立
- エグザムライ（日语：エグザムライ）（原案：HIRO・松田誠、『Jump Square』2010年12月号 - 2011年8月号、全2卷）
- 隱形交境曲（日语：ステルス交境曲）（原作：成田良悟、『週刊少年Jump』2014年13号 - 33号→少年Jump+、全3卷）東立
- 穴之貉（日语：アナノムジナ）（『少年Jump+』2014年12月6日 - 2016年9月24日、已出版4卷 ※未完）東立
- 迷霧機甲（MIST GEARS BLAST，原作：田中創、『少年Jump+』2018年10月29日 - 2019年7月23日、全2卷）

### 單篇
- CROSS BEAT（『週刊少年Jump』2002年35号）收錄於《OVER TIME 幽靈神投》單行本第2冊
- LIVEALIVE〜起始之歌〜（LIVEALIVE〜はじまりの歌〜，『週刊少年Jump』2003年21号）收錄於《OVER TIME 幽靈神投》單行本第3冊
- 兔子、烏龜與好球（ウサギとカメとストライク，『週刊少年Jump』2005年36・37合併号 金未來杯Grand Prix）收錄於《OVER TIME 幽靈神投》單行本第1冊
- SEASON CALL（『週刊少年Jump』2007SPRING）
- （『Jump NEXT』2010SPRING）
- エグザムライ 序章（日语：エグザムライ）（原案：HIRO・松田誠、『Jump SQ.19（日语：Jump SQ.19）』2010SUMMER）
- Selling Me Softly（『Jump SQ.LaB』2011年8月号増刊）
- （『Jump Square』2012年1月号）
- （『週刊少年Jump』2013年8号）
- 隱形交境曲（日语：ステルス交境曲）（原作：成田良悟、『Jump VS』）
- 穴之貉（日语：アナノムジナ）（『週刊少年Jump』2013年37･38合併号）

### 插畫
- 第13回Jump小説大賞（日语：ジャンプ小説新人賞） 特別獎勵賞 得獎作品
- 第14回Jump小説大賞 佳作 得獎作品
- jNGP'08 Spring 小説［自由部門］銅賞 得獎作品

### 其他
- 勇者前線 第一話・第二話（動態漫畫・『ブレフェス2017』2017年8月12日）監督・原作：高橋英士[1]

## 師匠
- 内水融[2]
- 空知英秋

## 外部連結
- （日語）
- （日語）